# Elatotrypes hoferi
Elatotrypes hoferi är en skalbaggsart som beskrevs av Fisher 1919. Elatotrypes hoferi ingår i släktet Elatotrypes och familjen långhorningar. Inga underarter finns listade i Catalogue of Life.